# Трепаладе (Венеција)
Трепаладе је насеље у Италији у округу Венеција, региону Венето.
Према процени из 2011. у насељу је живело 53 становника. Насеље се налази на надморској висини од 2 м.